# Pseudopotamilla monoculata
Pseudopotamilla monoculata är en ringmaskart som beskrevs av Capa 2007. Pseudopotamilla monoculata ingår i släktet Pseudopotamilla, och familjen Sabellidae. Inga underarter finns listade i Catalogue of Life.